# Psilocephala proxima
Psilocephala proxima är en tvåvingeart som beskrevs av Ignaz Rudolph Schiner 1868. Psilocephala proxima ingår i släktet Psilocephala och familjen stilettflugor.
Artens utbredningsområde är Venezuela. Inga underarter finns listade i Catalogue of Life.